# The Far Side
The Far side is een cartoonserie van de Amerikaanse tekenaar Gary Larson.

## Inhoud
De serie bestaat uit soms wat lugubere cartoons -soms opgedeeld in meerdere plaatjes om een strip te vormen- waarin scenes uit het leven van de telkens wisselende figuren worden weergegeven. Van oermensen tot buitenaardse wezens, van historische figuren tot fantasiewezens, van allerhande gebruiksvoorwerpen en diersoorten tot microscopisch leven. De serie wordt geroemd vanwege zijn volstrekte originaliteit en de vaak high-brow populair wetenschappelijke onderwerpen. De strip kent geen vaste hoofdfiguren al lijken de vrouwelijke personages, mede door de consequent gedragen jaren vijftig 'butterfly glasses' wel verdacht veel op elkaar. Er zijn soms terugkerende figuren zoals 'Rex' de hond of 'Zorg' de alien, maar dit lijkt meer te maken hebben met het onderwerp van de grap dan dat dit vaste figuren te noemen zijn.

## Achtergrond
Larson werkte in een muziekhandel voor hij in 1976 enkele dierencartoons stuurde naar het natuurtijdschrift Pacific. Deze werden gepubliceerd onder de titel 'Nature's Way'. Al snel werden deze cartoons gepubliceerd in The Seattle Times. Toen de strip daar na twee jaar werd stopgezet, stuurde Gary Larson zijn cartoons 
naar de San Francisco Chronicle, waar het de titel 'The Far Side' kreeg. De serie verscheen in de jaren tachtig en negentig in veel kranten, daarna in Nederland niet meer.
Hoewel de cartoonserie officieel werd gestopt in 1995 toen Larson aankondigde met pensioen te gaan, publiceert hij sinds 2020 weer met enige regelmaat nieuwe cartoons op zijn website.